# なんてったって好奇心
『なんてったって好奇心』（なんてったってこうきしん）は、1986年10月16日から1990年3月25日までフジテレビ系列局で放送されていたフジテレビ製作の情報番組・ドキュメンタリー番組である。

## 放送時間
いずれも日本標準時。
- 木曜 21:00 - 21:54 （1986年10月16日 - 1988年9月22日）
- 日曜 20:00 - 20:54 （1988年10月16日 - 1990年3月25日）

## 出演者

### 司会
- 逸見政孝（当時フジテレビアナウンサー） - 1988年3月まで出演。
- 西田敏行 - 1988年4月から1989年3月まで出演。
- 江本孟紀 - 1989年4月から出演。
- 三田寛子

### ナレーター
- 武田広
- 小林克也
- 生野文治
- 井上真樹夫
- 内海賢二
- 塚越孝（当時ニッポン放送アナウンサー）
- ほか

## プロデューサー
- 太田英昭

## ロケ地
- フジテレビ通り（現：あけぼのぼし通り）（1988年3月24日放送）